# Березівська сільська рада (Житомирський район)
Березівська сільська рада — орган місцевого самоврядування Березівської сільської громади Житомирського району Житомирської області з розташуванням у с. Березівка.

## Склад ради
Рада складається з 22 депутатів та голови.
Перші вибори до ради новоствореної громади відбулись 25 жовтня 2020 року, одночасно з черговими місцевими виборами. Було обрано 22 депутати ради, з них (за суб'єктами висування): самовисування — 14, «Слуга народу» та «За майбутнє» — по 3, Всеукраїнське об'єднання «Батьківщина» та «Сила і честь» — по 1.
Головою громади обрали позапартійного висуванця «Слуги народу» Михайла Яромова, чинного Садківського сільського голову.

### Керівний склад сільської ради
| ПІБ                         | Основні відомості                                                                | Дата обрання | Дата звільнення |
| --------------------------- | -------------------------------------------------------------------------------- | ------------ | --------------- |
| Глібко Людмила Григорівна   | Сільський голова, 1964 року народження, освіта, позапартійна                     | 26.03.2006   | 31.10.2010      |
| Глібко Людмила Григорівна   | Сільський голова, 1964 року народження, освіта вища, позапартійна                | 31.10.2010   | 25.10.2015      |
| Чернуха Сергій Анатолійович | Сільський голова, 1972 року народження, освіта професійно-технічна, безпартійний | 25.10.2015   | 25.10.2020      |
| Яромов Михайло Валентинович | Сільський голова, року народження, освіта вища, безпартійний                     | 25.10.2020   |                 |

Примітка: таблиця складена за даними джерела

## Історія
Утворена 1923 року в складі с. Березівка, колонії Березівка, хутора Мазараки та поселення Березівська застава Троянівської волості Житомирського повіту Волинської губернії. 3 листопада 1923 року, відповідно до рішення Волинської ГАТК (протокол № 5 «Про зміни в межах округів, районів і сільрад»), підпорядковано с. Плоска ліквідованої Янушевицької сільської ради Троянівського району; кол. Березівка передано до складу Садківської сільської ради, х. Мазараки — до складу Василівської сільської ради Троянівського району. 22 лютого 1924 року, відповідно до рішення Волинської ГАТК (протокол № 7/2 від 23 лютого 1924 року «Про зміни меж округів, районів та сільрад»), підпорядковано кол. Янушевичі Садківської сільської ради Троянівського району. 28 березня 1925 року с. Плоска та х. Янушевичі передано до складу відновленої Янушевицької сільської ради Троянівського району. Станом на 1 жовтня 1941 року Березівська застава не перебуває на обліку населених пунктів.
Станом на 1 вересня 1946 року сільська рада входила до складу Житомирського району Житомирської області, на обліку в раді перебувало с. Березівка.
11 серпня 1954 року до складу ради було включено села Дубовець та Черемошне ліквідованих Дубовецької та Черемошнянської сільських рад Житомирського району. 12 травня 1958 року до складу ради увійшли села Богданівка, Вигода та Садки ліквідованої Садківської сільської ради Троянівського району. Два останніх населених пункти 14 листопада 1991 року були повернуті до складу відновленої Садківської сільської ради.
Станом на 1 січня 1972 року сільська рада входила до складу Житомирського району Житомирської області, на обліку в раді перебували села Березівка, Богданівка, Вигода, Дубовець, Садки, Черемошне.
Входила до складу Троянівського (7.03.1923 р.), Пулинського (28.09.1925 р.), Черняхівського (3.06.1930 р.), Житомирського (14.05.1939 р., 4.01.1965 р.), Коростишівського (30.12.1962 р.) районів та Житомирської міської ради (17.10.1935 р.).
До 2020 року — адміністративно-територіальна одиниця в Житомирському районі Житомирської області з підпорядкуванням сіл Березівка, Богданівка, Дубовець, Черемошне, площею території 58,859 км².

### Населення
Кількість населення ради, станом на 1923 рік, становила 1 016 осіб, кількість дворів — 147.
Кількість населення сільської ради, станом на 1924 рік, становила 1 079 осіб.
Відповідно до результатів перепису населення 1989 року, кількість населення ради, станом на 12 січня 1989 року, становила 3 030 осіб.
Станом на 5 грудня 2001 року, відповідно до перепису населення України, кількість мешканців сільської ради становила 2 874 особи.